# 414

## Decese
- Niceta, episcop din Remesiana, canonizat sfânt (n. 335)